# Przekraczając granice
Przekraczając granice (ang. Crossing Lines, 2013–2015) – amerykańsko-niemiecko-francuski serial kryminalny stworzony przez Edwarda Allena Bernero i Rolę Bauer. Wyprodukowany przez Tandem Communications, Bernero Productions, TF1 Productions, Sony Pictures Television i Stillking Films.
Premiera serialu miała miejsce we Włoszech 14 czerwca 2013 roku na włoskim kanale Rai 2, a dziewięć dni później premiera serialu odbyła się w Stanach Zjednoczonych 23 czerwca 2013 roku na antenie NBC. W Polsce serial zadebiutował 16 września 2013 roku na kanale AXN.

## Fabuła
Serial opowiada o pracy Międzynarodowego Biura Kryminalnego (ICC) – elitarnej jednostki policji, tropiącej międzynarodowe przestępstwa na terenie Europy. Zadaniem stanowiącej europejski odpowiednik FBI grupy jest doprowadzić przed oblicze sprawiedliwości kryminalistów.

## Obsada

### Główna
- William Fichtner jako Carl Hickman[2], detektyw
- Marc Lavoine jako Louis Daniel[5]
- Gabriella Pession jako sierżant Eva Vittoria[5]
- Tom Wlaschiha jako Sebastian Berger, komisarz[5]
- Moon Dailly jako Anne-Marie San[5](sezon 1)
- Richard Flood jako detektyw Tommy McConnel[5]
- Donald Sutherland jako Michel Dorn[2]
- Lara Rossi jako Arabela Seeger, oficer (sezon 1 – drugoplanowa, od 2 sezonu w obsadzie głównej)
- Elizabeth Mitchell jako Carine Strand[6]
- Goran Visnjic jako Marco Corazze[6]

### Role drugoplanowe
- Elsa Mollien jako Rebecca Daniel, żona Louisa i prokurator
- Klára Issová jako Shari
- Kim Coates jako Phillip Genovese
- Genevieve O’Reilly jako Insp. Sienna Pride
- Florentine Lahme jako Kathrin Eichholtz
- Ray Stevenson jako Miles Lennon
- Carrie-Anne Moss jako detektyw Amanda Andrews,
- Rossif Sutherland jako komendant Moreau
- Alice Taglioni jako komendant Dominique Claire
- Sophia Myles jako dr Anna Clarke, psycholog

## Odcinki
| Sezon | Sezon | Odcinki | Oryginalna emisja | Oryginalna emisja | Oryginalna emisja    | Oryginalna emisja | Oryginalna emisja |
| Sezon | Sezon | Odcinki | Premiera sezonu   | Finał sezonu      | Premiera sezonu      | Finał sezonu      |                   |
| ----- | ----- | ------- | ----------------- | ----------------- | -------------------- | ----------------- | ----------------- |
|       | 1     | 10      | 23 czerwca 2013   | 18 sierpnia 2013  | 16 września 2013     | 11 listopada 2013 |                   |
|       | 2     | 12      | 15 sierpnia 2014  | 4 września 2014   | 22 września 2014     | 15 grudnia 2014   |                   |
|       | 3     | 12      | 30 września 2015  | 4 grudnia 2015    | 12 października 2015 | brak danych       |                   |

## Produkcja
Zdjęcia do sezonu trzeciego kręcono w Chorwacji (Rovinj, Motovun, Lovran, Opatija, Bale).